# ريتشل (نينجا غايدن)
ريتشل (بالإنجليزية: Rachel)‏ و (باليابانية: レイチェル) هي شخصية لعبة فيديو خيالية من سلسلة ألعاب نينجا غايدن من تطوير شركة تيم نينجا، ريتشل هي حليفة لريو هايابوسا وتظهر الشخصية في نينجا غايدن سيغما ونينجا غايدن سيجما 2، كما ظهرت في لعبة ديد أور ألايف 5 ألتيمت وديد أور ألايف 5 لاست راوند.